# Мокша
Мокша (на санскрит:मोक्ष) или мукти (санскрит: मुक्ति) е индуистко понятие, означаващо освобождение от самсара, кръгът на преражданията, включващ всичките страдания и ограничения на светското съществуване. Мокша е преминаване отвъд съществуването в света на явленията, състояние на висше съзнание, в което материята, енергията, времето, пространството, причинността (карма) и други черти на реалността, позната чрез сетивата, се разбират като част от космическата илюзия (Мая). Мокша се преживява в този живот като изчезване на чувството за „аз“ като егоистична личност, чрез което се разкрива вечният чист дух, който се намира в същността на битието. В това състояние на пълна удовлетвореност, крайна цел на пътеката на йога, условността на нама-рупа (име-форма) изчезва и се разкрива вечната идентичност с духа.

## Същност
Мокша се разбира като крайното освобождение от светското разбиране за аза, разхлабването на хватката на двойствеността, която е неизменна част от живота в света на явленията и осъзнаване на фундаменталната природа на аза, която е съществуване-съзнание-блаженство (сатчитананда), преживяване, което е неописуемо и отвъд сетивата. Според адвайта веданта при освобождението индивидуалната душа (атман) се осъзнава като едно с Основата на цялото битие – източникът на целия феноменален свят, Брахман. Осъзнава се, че егото, азът като отделно съществуваща единица, никога в действителност не е съществувал. Индивидуалната душа, атман, няма форма, тя е отвъд битието и небитието, отвъд всякакво осезаемост и разбиране. В адвайта веданта абсолютната истина или Брахман е безформена, непроявена, неличностна и недействена. Мокша е единение с това единство. В двайта веданта се вярва, че между индивидуалната душа и Бог (Брахман) винаги остава различие. Във вайшнавизма мокша означава изоставяне на всичко материално и установяване на индивидуалното съществуване като преданоотдаден служител на Вишну, чрез практиката на бхакти йога и прапати (предаване). Във вайшнавизма мокша е вечното изпълнено с любов единение с Бог (Ишвара или Кришна) и се счита за най-висшето усъвършенстване на съществуването. Преданоотдаденият (бхакта) отива в обитанието на Всевишния в съвършено състояние, но запазва неговата или нейната индивидуална идентичност в духовна форма с лични черти, вкусове, забавления и т.н.

## Средства за постигане на мокша
Ключова за постигането на мокша е атма-джнана (себеосъзнаване, себереализация). Основните дисциплина за постигане на мокша са четири: джнана йога (единение чрез мъдрост), раджа йога (единение чрез медитация), бхакти йога (единение чрез преданоотдаденост) и карма йога (единение чрез отдаване на деянията на Всевишния).

## Компоненти на мокша
В мокша е крайния покой (шанти), крайното познание (видеха) и крайното просветление (кайваля).